# FK Belchina Babrouïsk
Maillots
Le Futbolny Klub Belchyna Babrouïsk, plus couramment abrégé en FK Belchyna Babrouïsk (en russe : ФК Белшина Бобру́йск, et en biélorusse : ФК Белшына Бабру́йск), est un club biélorusse de football fondé en 1976 et basé dans la ville de Babrouïsk.

## Historique
- 1976 : fondation du club sous le nom de Chinnik Babrouïsk
- 1996 : le club est renommé Belchina Babrouïsk
- 1997 : 1re participation à une Coupe d'Europe (C2, saison 1997/98)

## Bilan sportif

### Palmarès
| Compétitions nationales |
| --- |
| \| - Championnat de Biélorussie (1) : - Champion : 2001. - Vice-champion : 1997. - Coupe de Biélorussie (3) : - Vainqueur : 1996-1997, 1998-1999, 2000-2001. - Championnat de Biélorussie de deuxième division (4) : - Champion : 1992-1993, 2005, 2009 et 2019. \| |
| - Championnat de Biélorussie (1) : - Champion : 2001. - Vice-champion : 1997. - Coupe de Biélorussie (3) : - Vainqueur : 1996-1997, 1998-1999, 2000-2001. - Championnat de Biélorussie de deuxième division (4) : - Champion : 1992-1993, 2005, 2009 et 2019.       |

### Bilan par saison
Légende
- Vainqueur de la compétition
- Vice-champion ou finaliste de la compétition
- Troisième de la compétition
- Promu en division supérieure
- Relégué en division inférieure

| Saison    | Championnat | Championnat | Championnat | Championnat | Championnat | Championnat | Championnat | Championnat | Championnat | Championnat | Coupe de Biélorussie |
| Saison    | Division    | Pos         | Pts         | J           | V           | N           | D           | BP          | BC          | Diff        | Coupe de Biélorussie |
| --------- | ----------- | ----------- | ----------- | ----------- | ----------- | ----------- | ----------- | ----------- | ----------- | ----------- | -------------------- |
| 1992      | 2e          | 2e          | 24          | 16          | 11          | 2           | 3           | 24          | 9           | +15         | Seizièmes de finale  |
| 1992-1993 | 2e          | 1er         | 50          | 30          | 21          | 8           | 1           | 69          | 19          | +50         | Seizièmes de finale  |
| 1993-1994 | 1re         | 7e          | 31          | 30          | 15          | 1           | 14          | 41          | 41          | 0           | Quarts de finale     |
| 1994-1995 | 1re         | 13e         | 23          | 30          | 7           | 9           | 14          | 31          | 50          | -19         | Demi-finales         |
| 1995      | 1re         | 15e         | 15          | 15          | 4           | 6           | 8           | 17          | 29          | -12         | Seizièmes de finale  |
| 1996      | 1re         | 3e          | 63          | 30          | 20          | 3           | 7           | 67          | 32          | +35         | Seizièmes de finale  |
| 1997      | 1re         | 2e          | 66          | 30          | 21          | 3           | 6           | 67          | 30          | +37         | Vainqueur            |
| 1998      | 1re         | 3e          | 57          | 28          | 17          | 6           | 5           | 47          | 17          | +30         | Huitièmes de finale  |
| 1999      | 1re         | 8e          | 45          | 30          | 13          | 6           | 11          | 52          | 42          | +10         | Vainqueur            |
| 2000      | 1re         | 9e          | 38          | 30          | 11          | 5           | 14          | 42          | 38          | +4          | Demi-finales         |
| 2001      | 1re         | 1er         | 55          | 26          | 17          | 4           | 5           | 43          | 20          | +23         | Vainqueur            |
| 2002      | 1re         | 8e          | 37-3        | 26          | 12          | 4           | 10          | 44          | 38          | +6          | Huitièmes de finale  |
| 2003      | 1re         | 10e         | 32          | 30          | 8           | 8           | 14          | 44          | 50          | -6          | Demi-finales         |
| 2004      | 1re         | 16e         | 12          | 30          | 2           | 6           | 22          | 21          | 62          | -41         | Huitièmes de finale  |
| 2005      | 2e          | 1er         | 73          | 30          | 23          | 4           | 3           | 61          | 19          | +42         | Quarts de finale     |
| 2006      | 1re         | 14e         | 9           | 26          | 1           | 6           | 19          | 16          | 46          | -30         | 32es de finale       |
| 2007      | 2e          | 4e          | 49-3        | 26          | 15          | 7           | 4           | 46          | 26          | +20         | Seizièmes de finale  |
| 2008      | 2e          | 3e          | 49          | 26          | 15          | 4           | 7           | 34          | 21          | +13         | Seizièmes de finale  |
| 2009      | 2e          | 1er         | 64          | 26          | 20          | 4           | 2           | 55          | 15          | +40         | Huitièmes de finale  |
| 2010      | 1re         | 6e          | 45          | 33          | 12          | 9           | 12          | 31          | 42          | -11         | Huitièmes de finale  |
| 2011      | 1re         | 5e          | 48          | 33          | 12          | 12          | 9           | 41          | 35          | +6          | Demi-finales         |
| 2012      | 1re         | 7e          | 30          | 30          | 7           | 9           | 14          | 26          | 40          | -14         | Huitièmes de finale  |
| 2013      | 1re         | 7e          | 47-6        | 32          | 15          | 8           | 9           | 42          | 38          | +4          | Huitièmes de finale  |
| 2014      | 1re         | 10e         | 32          | 32          | 8           | 8           | 16          | 42          | 56          | -14         | Quarts de finale     |
| 2015      | 1re         | 4e          | 43          | 26          | 12          | 7           | 7           | 39          | 19          | +20         | Quarts de finale     |
| 2016      | 1re         | 15e         | 25          | 30          | 5           | 10          | 15          | 34          | 45          | -11         | Quarts de finale     |
| 2017      | 2e          | 5e          | 47-2        | 30          | 14          | 7           | 9           | 56          | 30          | +26         | Huitièmes de finale  |
| 2018      | 2e          | 3e          | 59          | 28          | 18          | 5           | 5           | 59          | 23          | +36         | Huitièmes de finale  |
| 2019      | 2e          | 1er         | 68          | 28          | 21          | 5           | 2           | 74          | 22          | +52         | Quarts de finale     |
| 2020      | 1re         | 15e         | 21          | 30          | 5           | 6           | 19          | 34          | 71          | -37         | Seizièmes de finale  |
| 2021      | 2e          | 2e          | 63          | 33          | 19          | 6           | 8           | 69          | 42          | +27         | Seizièmes de finale  |
| 2022      | 1re         | 12e         | 30          | 30          | 6           | 12          | 12          | 37          | 50          | -13         | Seizièmes de finale  |
| 2023      | 1re         | 16e         | 3-10        | 28          | 3           | 5           | 20          | 21          | 61          | -40         | Quarts de finale     |
| 2024      | 2e          | 4e          | 69-5        | 34          | 23          | 5           | 6           | 84          | 42          | +42         | Seizièmes de finale  |

### Bilan européen
Note : dans les résultats ci-dessous, le score du club est toujours donné en premier.
| Saison    | Compétition         | Tour              | Club             | Domicile | Extérieur | Total |
| --------- | ------------------- | ----------------- | ---------------- | -------- | --------- | ----- |
| 1997-1998 | Coupe des coupes    | Tour préliminaire | Tallinna Sadam   | 4 - 1    | 1 - 1     | 5 - 2 |
| 1997-1998 | Coupe des coupes    | Premier tour      | Lokomotiv Moscou | 1 - 2    | 0 - 3     | 1 - 5 |
| 1998-1999 | Coupe UEFA          | Premier tour Q    | CSKA Sofia       | 1 - 3    | 1 - 1     | 2 - 4 |
| 1999-2000 | Coupe UEFA          | Tour préliminaire | Omonia Nicosie   | 1 - 5    | 0 - 3     | 1 - 8 |
| 2001-2002 | Coupe UEFA          | Tour préliminaire | MFK Ružomberok   | 0 - 0    | 1 - 3     | 1 - 3 |
| 2002-2003 | Ligue des champions | Premier tour Q    | Portadown FC     | 3 - 2    | 0 - 0     | 3 - 2 |
| 2002-2003 | Ligue des champions | Deuxième tour Q   | Maccabi Haïfa    | 0 - 1    | 0 - 4     | 0 - 5 |

Légende
- Victoire ou qualification pour le tour suivant
- Match nul
- Défaite ou élimination de la compétition